# Lavatera
Lavatera és un gènere de plantes amb flor de la família de les malvàcies.

## Particularitats
Les espècies d'aquest gènere són originàries de la zona mediterrània, de l'Àsia central i oriental i d'Austràlia. Algunes espècies que pertanyien al gènere Lavatera han passat al gènere Malva.
Moltes espècies són de fulla comestible i també són importants com a aliment de les erugues d'alguns lepidòpters.

## Taxonomia
- Lavatera abyssinica
- Lavatera arborea - malva arbòria, vauma o malva vera
- Lavatera assurgentiflora
- Lavatera acerifolia - malva de penya-segat
- Lavatera bryoniifolia
- Lavatera cachmeriana
- Lavatera cretica - malva de runa, malvins
- Lavatera insularis
- Lavatera lindsayi
- Lavatera maritima - malva roquera
- Lavatera maroccana
- Lavatera mauritanica - malva mauritànica
- Lavatera microphylla
- Lavatera oblongifolia
- Lavatera olbia - òlbia
- Lavatera phoenicea
- Lavatera punctata
- Lavatera stenopetala
- Lavatera thuringiaca
- Lavatera triloba
- Lavatera trimestris
- Lavatera valdesii
- Lavatera vidali
- Lavatera venosa